# Ouanoukrim
L'Ouanoukrim (en àrab: وانوكريم, també Ouenkrim, ونكريم) és una muntanya del Marroc situada al sud de Marràqueix. Té dos cims, el Timzguida (4.089 msnm) i el Ras n'Ouanoukrim (4.083 msnm), separats per un petit coll situat a 3.968 metres, que són el segon i tercer cim més alts de la serralada de l'Atles. La muntanya es troba dins el Parc Nacional de Toubkal.